# جایگاه فعال

سازمان ساختار آنزیم و مثال لیزوزیم. محل‌های اتصال به رنگ آبی، محل کاتالیزوری به رنگ قرمز و بستر پپتیدو گلیکان به رنگ سیاه.

جایگاه فعال در زیست‌شناسی، ناحیه‌ای از آنزیمی است که در آن مولکول‌های بستر به هم متصل می‌شوند و تحت واکنش شیمیایی قرار می‌گیرند. جایگاه فعال متشکل از باقیمانده اسید آمینه است که پیوندهای موقتی با بستر (محل اتصال) و باقی مانده‌ای ایجاد می‌کند که واکنش را کاتالیز می‌کند. اگرچه جایگاه فعال فقط ۱۰–۲۰٪ از حجم آنزیم را اشغال می‌کند، : 19  اما مهم‌ترین بخش در ساختار یک آنزیم است زیرا مستقیماً واکنش شیمیایی را کاتالیز می‌کند. این ماده معمولاً از سه تا چهار اسید آمینه تشکیل می‌شود، در حالی که سایر اسیدهای آمینه موجود در پروتئین برای حفظ ساختار سوم آنزیم مورد نیاز است.
هر جایگاه فعال تکامل یافته‌است تا برای اتصال یک بستر خاص و کاتالیز یک واکنش خاص بهینه شود و در نتیجه ویژگی بالایی داشته باشد. این ویژگی با آرایش اسیدهای آمینه در جایگاه فعال و ساختار بسترها تعیین می‌شود. گاهی آنزیم‌ها نیز برای انجام عملکرد خود نیاز به اتصال با برخی از کوفاکتورها را دارند. جایگاه فعال معمولاً یک شیار از آنزیم است که می‌تواند در یک تونل عمیق درون آنزیم قرار گیرد، یا بین رابط‌های آنزیم‌های چند مولتی قرار گیرد. یک جایگاه فعال می‌تواند یک واکنش را به‌طور مکرر کاتالیز کند زیرا باقیمانده‌ها در پایان واکنش تغییر نمی‌کنند (ممکن است در طول واکنش تغییر کنند، اما تا پایان دوباره تولید می‌شوند). این فرایند با کاهش انرژی فعال سازی واکنش حاصل می‌شود، بنابراین بسترهای بیشتری انرژی کافی برای انجام واکنش دارند.

## بیشتر خواندن
- آلن فرشت، ساختار و مکانیسم در علم پروتئین: راهنمای تجزیه آنزیم و تاشو پروتئین. WH Freeman، ۱۹۹۸.شابک ‎۰−۷۱۶۷−۳۲۶۸−۸شابک 0-7167-3268-8
- Bugg, T. مقدمه ای بر شیمی آنزیم و کوآنزیم. (چاپ دوم) ، انتشارات Blackwell Limited، ۲۰۰۴.شابک ‎۱−۴۰۵۱−۱۴۵۲−۵شابک 1-4051-1452-5.